# Плейнс
Плейнс (на английски: Plains) е град в окръг Съмтър, Джорджия, Съединени американски щати. Намира се на 70 km югоизточно от Кълъмбъс. Населението му е 727 души (по приблизителна оценка за 2017 г.).

## Личности
Родени в Плейнс
- Джими Картър (р. 1924 – 2024), политик
- Розалин Картър (1927 – 2023), съпруга на политика Джими Картър